# Be Aggressive
«Be Aggressive» es una canción de la banda estadounidense Faith No More escrita por Roddy Bottum. Incluida originalmente en el álbum de 1992 Angel Dust, también ha sido añadida en discos recopilatorios posteriores. En algunos territorios apareció como Lado B del sencillo «I'm Easy».

## Temática

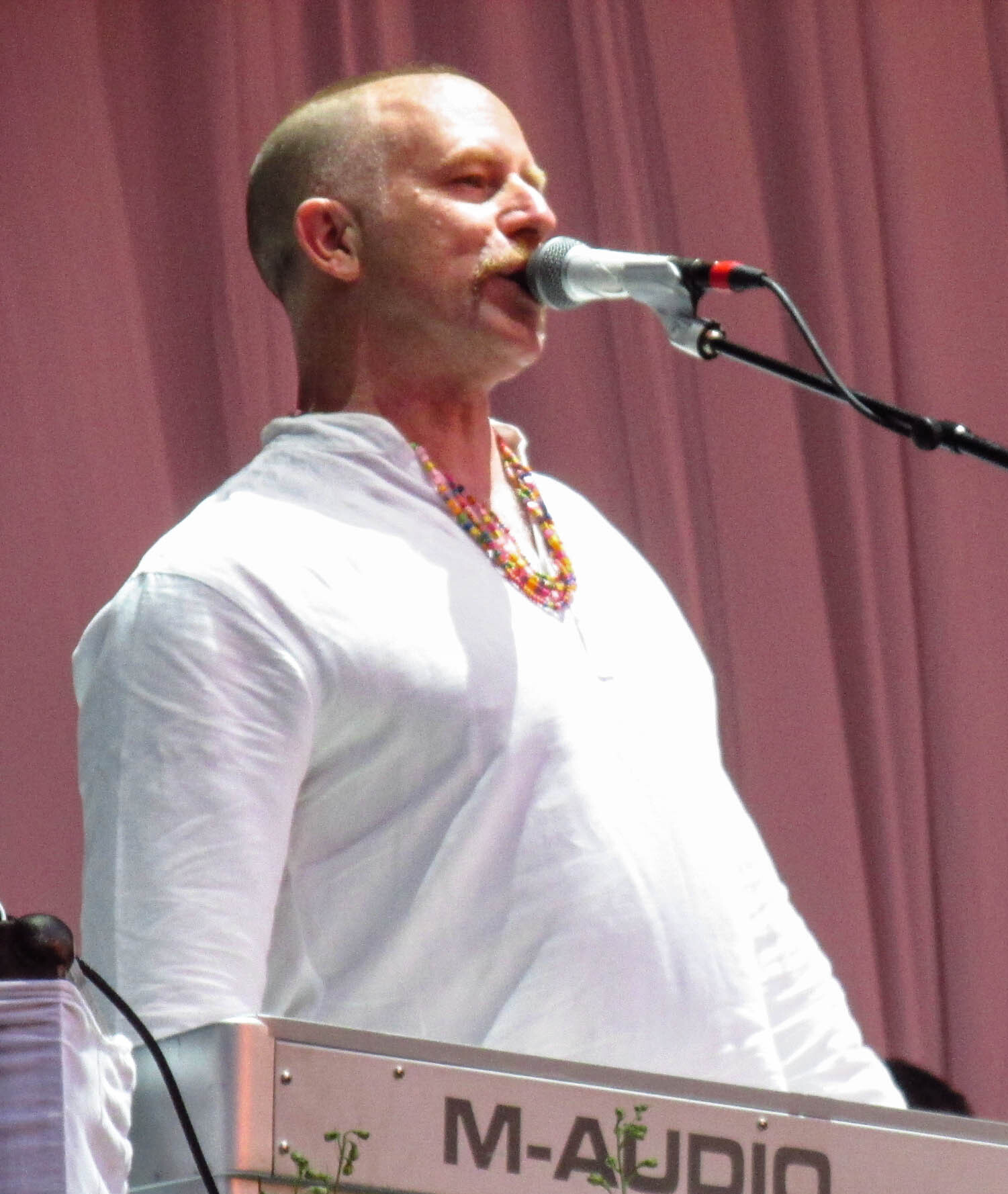
Roddy Bottum, compositor de la canción.

La letra de «Be Aggressive» fue escrita por el tecladista Roddy Bottum y describe una felación entre dos hombres. En una entrevista para la revista Kerrang! en 1993, el músico confirmó haber compuesto una «canción homoerótica» para el disco Angel Dust que hacía referencia al acto de «tragar».
Bottum se declaró públicamente homosexual meses después del lanzamiento del álbum. En una charla con el medio The Advocate afirmó que quiso escribir una canción con temática homosexual para contrastar con el ambiente a menudo homofóbico o machista del rock. No obstante, opinó que probablemente el público de Faith No More malinterpretó la letra en su momento: «Lo que me gusta de "Be Aggressive" es que, aunque es machista en un sentido homosexual, muchos oyentes de Faith No More probablemente se imaginan que es una mujer la que se arrodilla y traga en lugar de un hombre».
Para Dan Epstein de la revista Revolver, Bottum quiso «yuxtaponer irónicamente un cántico de animadoras popular en los acontecimientos deportivos con letras sadomasoquistas sobre el sexo oral entre hombres». Su orientación sexual era conocida por sus compañeros de banda cuando le presentó la letra a Mike Patton, cantante y principal compositor. A Bottum le pareció gracioso que Patton tuviera que «arriesgarse y subir al escenario a cantar esa letra», y elogió a su colega por hacerlo sin prejuicios: «Creo que eso es algo que Mike hace muy bien, meterse en diferentes personajes. Creo que manejó muy bien ese papel en la canción».
Jeremy Allen de The Guardian afirmó: «Como lo había hecho anteriormente Frankie Goes to Hollywood, Faith No More coló letras explícitas sobre sexo gay en el hit parade. En "Be Aggressive", Patton grita "¡Me lo trago!", "Eres el amo" y "Lo tomo de rodillas"».

## Estilo y estructura
La canción da inicio con un órgano eclesiástico interpretado por Bottum que es definido como «una floritura casi al estilo del Fantasma de la Ópera» por Phil Smith de Dig! Luego «da paso a unas contundentes y penetrantes dosis de hard funk» de acuerdo con Jeremy Allen. «Be Aggressive» contiene un coro de porristas que deletrea el título de la canción sobre una «mezcla caótica de órgano Hammond y estruendosos tambores graves». El solo de guitarra de Jim Martin es considerado por el crítico de The Guardian como «su canto de cisne», pues poco después abandonó la agrupación.

## Álbumes
«Be Aggressive» es la novena pista del álbum Angel Dust de 1992. También ha sido incluida en diferentes discos recopilatorios de Faith No More, como This Is It: The Best of Faith No More (2003), The Works (2008) y The Very Best Definitive Ultimate Greatest Hits Collection (2009). Fue añadida como Lado B en el sencillo «I'm Easy» en Europa; la versión japonesa del sencillo incluye una rendición en directo de la canción.

## Lista de canciones del sencillo

### Versión europea
1. «I'm Easy»
2. «Be Aggressive»
3. «A Small Victory» (live)
4. «We Care a Lot» (live)
5. «Mark Bowen» (live)

### Versión japonesa
1. «Easy»
2. «Easy» (live)
3. «Be Aggressive» (live)
4. «Land of Sunshine» (live)
5. «RV» (live)
6. «Kindergarten» (live)
7. «A Small Victory» (live)